# 島根県
島根県（しまねけん）は、日本の中国地方（山陰地方）にある県。県庁所在地および最大都市は松江市。
本州西部に位置し、山陰地方の西側を占める。離島の隠岐諸島や竹島なども含む。
旧令制国における出雲国・石見国・隠岐国の3国に相当する。現在でも県内の地域分類として出雲地方・石見地方・隠岐地方の3区分が用いられることがある。

## 名称
島根県の名称の由来は、県庁の置かれた松江城が、かつて旧島根郡（嶋根郡）に属していたためとされる。「嶋根」の名は、古代の『出雲国風土記』において八束水臣津野命（やつかみずおみつののみこと）が命名したと伝えられる。
1871年（明治4年）7月の廃藩置県の直後には旧松江藩の領地に『松江県』が設置された。その4ヶ月後、同年11月に松江県は周辺の他県と合併して改称し、ここに『島根県』が成立した。
この改称の理由については、「明治維新において松江藩が倒幕に消極的であったため」と伝えられている。
尚、松江城下町（現在の松江市）は松江城が立地する島根郡（大橋川以北。橋北）だけでなく、意宇郡（大橋川以南。橋南）にもまたがる。

## 地理

### 広袤（こうぼう）
国土地理院の全国都道府県市区町村別面積調によると、島根県の面積は6707.79平方キロメートルである。北東方向から西南方向へかけて、細長い形に広がった県である。
国土地理院地理情報 によると島根県の東西南北それぞれの端は以下の位置で、東西の長さは155.45 km、南北の長さは326.52kmである。
|                                                                          | 北端 北緯37度14分43秒 東経131度52分5秒 / 北緯37.24528度 東経131.86806度 ↑     |                                                                           |
| 西端 北緯34度30分15秒 東経131度40分4秒 / 北緯34.50417度 東経131.66778度← | 中心点 北緯35度46分26秒 東経132度31分38.5秒 / 北緯35.77389度 東経132.527361度 | 東端 →北緯36度16分14秒 東経133度23分13秒 / 北緯36.27056度 東経133.38694度 |
|                                                                          | ↓ 南端 北緯34度18分9秒 東経131度49分13秒 / 北緯34.30250度 東経131.82028度     |                                                                           |

### 隣接都道府県鳥取県-広島県-山口県
- 日本海
  - 対馬海流、大和堆、北大和堆、隠岐堆
- 中国山地

#### 出雲地方
- 山岳:猿政山、吾妻山、烏帽子山、大万木山、京羅木山、船通山、琴引山
- 平野:出雲平野、松江平野、安来平野
- 湖沼:中海（錦浜）、宍道湖、神西湖
- 河川:神戸川、斐伊川、伯太川、飯梨川、大橋川、意宇川
- 峠:赤名峠
- 半島:島根半島（八束水臣津野命による国引きでできたという神話がある）
- 島:大根島、江島、嫁ヶ島、経島（ふみしま）
- その他:日御碕、地蔵崎（地蔵埼）、稲佐の浜
- 東部（出雲）地域は経済圏・文化圏が鳥取県西部（西伯耆、特に米子市、境港市）に近いため、一緒にして「宍道湖・中海地域」という扱いをされることもある。（例：雲伯、雲伯方言など）

#### 石見地方
- 山岳:三瓶山、大江高山火山群、恐羅漢山、安蔵寺山、春日山、青野山、冠山山地
- 高原:石見高原、三瓶高原
- 湖沼:蟠竜湖
- 河川:高津川、益田川、周布川、江の川、匹見川
- 峠:野坂峠、蕪坂峠
- 島:高島
- その他:石見畳ヶ浦、三瓶小豆原埋没林、
- 西部（石見）は経済圏・文化圏が山口県、広島県（特に広島市）と近く、交流も深い。

#### 隠岐地方
- 隠岐諸島（島後島、西ノ島、中ノ島、知夫里島）
- 竹島（大韓民国に国際法上の根拠の提示なしに不法占拠されており、島根県庁は実態として管轄不可能となっている。）

### 自然公園
- 国立公園
  - 大山隠岐国立公園
- 国定公園
  - 比婆道後帝釈国定公園
  - 西中国山地国定公園
- 県立自然公園
  - 清水月山県立自然公園
  - 鬼の舌震県立自然公園
  - 宍道湖北山県立自然公園
  - 立久恵峡県立自然公園
  - 竜頭八重滝県立自然公園
  - 江川水系県立自然公園
  - 断魚渓・観音滝県立自然公園
  - 千丈渓県立自然公園
  - 浜田海岸県立自然公園
  - 蟠竜湖県立自然公園
  - 青野山県立自然公園

### ラムサール条約登録地域
- 中海（2005年（平成17年）11月8日登録）
- 宍道湖（2005年（平成17年）11月8日登録）

### 気候
県内全域が日本海側気候であるが、日本海側気候の地域としては最西南端にあるため比較的温和な気候で沿岸部に豪雪地帯はない。しかし年間を通じて湿度が高く、降雨回数も多い。曇り・雨の日が晴れの日より多い。

#### 東部沿岸部（出雲沿岸部および宍道湖周辺）
松江市や出雲市など東部の沿岸部は、西部に比べると冬期の平均気温が低いものの、松江市の1月平均気温は4.3℃と、京都市や太平洋側の大都市である愛知県名古屋市とほとんど同じで、比較的温暖である。出雲市より松江市と東へいくほど雪が多いが、松江市の年降雪量は89cmと、鳥取県の米子市の133cmと比べると少なくなっている。年に1,2回、15 cm - 30cm程度のまとまった積雪があるものの、最低気温が比較的高いこともあり数日で溶けることがほとんどで、根雪となった年は非常に少ない（松江市の根雪は1961年以降で2011年/1984年/1977年/1963年の4回のみ）。しかしながら、大陸に近いために数年に一度の猛烈な寒気団に覆われると、沿岸部でも日中の気温が氷点下の真冬日になることもある。夏は熱帯夜も数日あるが、山陽地方の沿岸部と比べると暑さは穏やかである。

#### 西部沿岸部（石見沿岸部）
浜田市、大田市、益田市、江津市など県西部の沿岸部においては冬期の気温は比較的高めで1月の平均気温は約5.0 - 6.0℃と東京都心や大阪市とほとんど同じで、温暖である。日本海側気候から九州型太平洋側気候への遷移地帯に属し、冬期の降水は雨が多く、積雪しても数センチメートル程度にとどまることが多く、大雪となることは少ない。梅雨末期に梅雨前線の影響で大雨となることがあり、過去にも山陰豪雨(1983年)や2013年の豪雨で被害を受けた地域がある。夏は熱帯夜も数日あるが、山陽地方の沿岸部と比べると暑さは穏やかである。

#### 内陸部
内陸部は1月平均気温が0.0 - 3.0℃程と寒さが厳しく、飯南町赤名(-13.5度、2012/2/19)、弥栄(-16.3度、2012/2/19)、瑞穂(-15.2度、2012/2/19)、六日市(-13.4度、1981/2/28)などでは氷点下15℃程度まで冷え込んだことがある。 西部の津和野町と吉賀町を除いて全域が豪雪地帯に指定されており、標高の高い地域では1m程度の積雪に達する年もある。夏の夜は涼しく、熱帯夜となることはほとんどない。
| 平年値 （月単位） | 平年値 （月単位） | 隠岐            | 隠岐              | 隠岐           | 出雲・沿岸部  | 出雲・沿岸部  | 出雲・沿岸部   | 出雲・沿岸部  | 出雲・内陸部  | 出雲・内陸部  | 出雲・内陸部   |
| 平年値 （月単位） | 平年値 （月単位） | 隠岐の島町 西郷 | 隠岐の島町 西郷岬 | 海士           | 松江市 鹿島   | 松江          | 斐川           | 出雲          | 奥出雲町 横田 | 雲南市 掛合   | 飯南町 赤名    |
| ----------------- | ----------------- | --------------- | ----------------- | -------------- | ------------- | ------------- | -------------- | ------------- | ------------- | ------------- | -------------- |
| 平均 気温 (°C)    | 最暖月            | 25.6 （8月）    |                   | 25.8 （8月）   | 25.6 （8月）  | 26.3 （8月）  |                | 25.8 （8月）  | 24.0 （8月）  | 24.5 （8月）  | 23.4 （8月）   |
| 平均 気温 (°C)    | 最寒月            | 3.9 （2月）     |                   | 4.5 （2月）    | 4.4 （2月）   | 4.2 （1月）   |                | 4.5 （2月）   | 0.7 （2月）   | 2.3 （2月）   | 0.4 （1、2月） |
| 降水量 (mm)       | 最多月            | 211.6 （9月）   |                   | 227.0 （7月）  | 218.0 （9月） | 240.5 （7月） |                | 236.2 （7月） | 234.2 （7月） | 257.1 （7月） | 282.2 （7月）  |
| 降水量 (mm)       | 最少月            | 110.4 （10月）  |                   | 96.4 （2月）   | 104.7 （4月） | 114.5 （4月） |                | 96.3 （2月）  | 103.4 （4月） | 120.7 （4月） | 116.5 （10月） |
| 平年値 （月単位） | 平年値 （月単位） | 石見・沿岸部    | 石見・沿岸部      | 石見・沿岸部   | 石見・沿岸部  | 石見・内陸部  | 石見・内陸部   | 石見・内陸部  | 石見・内陸部  | 石見・内陸部  | 石見・内陸部   |
| 平年値 （月単位） | 平年値 （月単位） | 大田            | 浜田              | 益田           | 益田市 高津   | 川本          | 邑南町 瑞穂    | 浜田市 弥栄   | 津和野        | 吉賀          | 吉賀町 六日市  |
| 平均 気温 (°C)    | 最暖月            | 26.5 （8月）    | 26.2 （8月)       | 26.8 （8月）   |               | 24.2 （8月）  | 23.9 （8月）   | 23.6 （8月）  | 25.7 （8月）  |               | 24.5 （8月）   |
| 平均 気温 (°C)    | 最寒月            | 4.9 （1、2月）  | 5.8 （2月）       | 5.4 （1、2月） |               | 2.7 （1月）   | 0.8 （1月）    | 1.5 （1月）   | 3.0 （1月）   |               | 1.9 （1月）    |
| 降水量 (mm)       | 最多月            | 246.3 （7月）   | 257.7 （7月）     | 223.9 （6月）  |               | 260.2 （7月） | 260.6 （7月）  | 340.0 （7月） | 285.6 （7月） |               | 337.4 （6月）  |
| 降水量 (mm)       | 最少月            | 98.3 （2月）    | 90.9 （2月）      | 87.9 （2月）   |               | 112.5 （2月） | 109.2 （11月） | 130.4 （4月） | 99.7 （12月） |               | 76.8 （12月）  |

## 自治体
県下には8市・5郡・10町・1村がある。
島根県では、町は川本町のみ「まち」で、それ以外は全て「ちょう」、村は「むら」と読む。

### 東部（出雲地域）
旧出雲国の区域（ただし出雲市の一部、飯南町の一部は旧石見国）
松江圏域
- 松江市（県庁所在地）
- 安来市

出雲圏域
- 出雲市

雲南圏域
- 雲南市
- 仁多郡
  - 奥出雲町
- 飯石郡
  - 飯南町

### 西部（石見地域）
旧石見国の区域（ただし大田市の一部は旧出雲国）
浜田圏域
- 浜田市
- 江津市

益田圏域
- 益田市
- 鹿足郡
  - 津和野町 - 吉賀町

大田圏域
- 大田市
- 邑智郡
  - 川本町 - 美郷町 - 邑南町

### 隠岐（隠岐地域）
旧隠岐国の区域
隠岐圏域
- 隠岐郡
  - 海士町 - 西ノ島町 - 知夫村 - 隠岐の島町
- 竹島

### 市町村合併
|          | 昭和51年4月    | 昭和51年4月      | 平成23年1月      | 平成24年1月                                  |
| -------- | -------------- | ---------------- | ---------------- | -------------------------------------------- |
| 出雲地方 | 松江市（旧制） | 松江市（旧制）   | 松江市（新制）   | 松江市 （平成23年8月1日 東出雲町を編入合併） |
| 出雲地方 | 八束郡         | 鹿島町           | 松江市（新制）   | 松江市 （平成23年8月1日 東出雲町を編入合併） |
| 出雲地方 | 八束郡         | 島根町           | 松江市（新制）   | 松江市 （平成23年8月1日 東出雲町を編入合併） |
| 出雲地方 | 八束郡         | 美保関町         | 松江市（新制）   | 松江市 （平成23年8月1日 東出雲町を編入合併） |
| 出雲地方 | 八束郡         | 八雲村           | 松江市（新制）   | 松江市 （平成23年8月1日 東出雲町を編入合併） |
| 出雲地方 | 八束郡         | 玉湯町           | 松江市（新制）   | 松江市 （平成23年8月1日 東出雲町を編入合併） |
| 出雲地方 | 八束郡         | 宍道町           | 松江市（新制）   | 松江市 （平成23年8月1日 東出雲町を編入合併） |
| 出雲地方 | 八束郡         | 八束町           | 松江市（新制）   | 松江市 （平成23年8月1日 東出雲町を編入合併） |
| 出雲地方 | 八束郡         | 東出雲町         |                  | 松江市 （平成23年8月1日 東出雲町を編入合併） |
| 出雲地方 | 安来市（旧制） | 安来市（旧制）   | 安来市（新制）   | 安来市                                       |
| 出雲地方 | 能義郡         | 広瀬町           | 安来市（新制）   | 安来市                                       |
| 出雲地方 | 能義郡         | 伯太町           | 安来市（新制）   | 安来市                                       |
| 出雲地方 | 仁多郡         | 横田町           | 奥出雲町         | 奥出雲町                                     |
| 出雲地方 | 仁多郡         | 仁多町           | 奥出雲町         | 奥出雲町                                     |
| 出雲地方 | 出雲市（旧制） | 出雲市（旧制）   | 出雲市（新制）   | 出雲市 （平成23年10月1日 斐川町を編入合併）  |
| 出雲地方 | 平田市         |                  | 出雲市（新制）   | 出雲市 （平成23年10月1日 斐川町を編入合併）  |
| 出雲地方 | 簸川郡         | 大社町           | 出雲市（新制）   | 出雲市 （平成23年10月1日 斐川町を編入合併）  |
| 出雲地方 | 簸川郡         | 湖陵町           | 出雲市（新制）   | 出雲市 （平成23年10月1日 斐川町を編入合併）  |
| 出雲地方 | 簸川郡         | 多伎町           | 出雲市（新制）   | 出雲市 （平成23年10月1日 斐川町を編入合併）  |
| 出雲地方 | 簸川郡         | 佐田町           | 出雲市（新制）   | 出雲市 （平成23年10月1日 斐川町を編入合併）  |
| 出雲地方 | 簸川郡         | 斐川町           |                  | 出雲市 （平成23年10月1日 斐川町を編入合併）  |
| 出雲地方 | 大原郡         | 大東町           | 雲南市           | 雲南市                                       |
| 出雲地方 | 大原郡         | 加茂町           | 雲南市           | 雲南市                                       |
| 出雲地方 | 大原郡         | 木次町           | 雲南市           | 雲南市                                       |
| 出雲地方 | 飯石郡         | 三刀屋町         | 雲南市           | 雲南市                                       |
| 出雲地方 | 飯石郡         | 掛合町           | 雲南市           | 雲南市                                       |
| 出雲地方 | 飯石郡         | 吉田村           | 雲南市           | 雲南市                                       |
| 出雲地方 | 飯石郡         | 頓原町           | 飯南町           | 飯南町                                       |
| 出雲地方 | 飯石郡         | 赤来町           | 飯南町           | 飯南町                                       |
| 石見地方 | 大田市（旧制） | 大田市（旧制）   | 大田市（新制）   | 大田市                                       |
| 石見地方 | 邇摩郡         | 温泉津町         | 大田市（新制）   | 大田市                                       |
| 石見地方 | 邇摩郡         | 仁摩町           | 大田市（新制）   | 大田市                                       |
| 石見地方 | 江津市（旧制） | 江津市（旧制）   | 江津市（新制）   | 江津市                                       |
| 石見地方 | 邑智郡         | 桜江町           | 江津市（新制）   | 江津市                                       |
| 石見地方 | 邑智郡         | 邑智町           | 美郷町           | 美郷町                                       |
| 石見地方 | 邑智郡         | 大和村           | 美郷町           | 美郷町                                       |
| 石見地方 | 邑智郡         | 石見町           | 邑南町           | 邑南町                                       |
| 石見地方 | 邑智郡         | 瑞穂町           | 邑南町           | 邑南町                                       |
| 石見地方 | 邑智郡         | 羽須美村         | 邑南町           | 邑南町                                       |
| 石見地方 | 邑智郡         | 川本町           |                  |                                              |
| 石見地方 | 浜田市（旧制） | 浜田市（旧制）   | 浜田市（新制）   | 浜田市                                       |
| 石見地方 | 那賀郡         | 旭町             | 浜田市（新制）   | 浜田市                                       |
| 石見地方 | 那賀郡         | 金城町           | 浜田市（新制）   | 浜田市                                       |
| 石見地方 | 那賀郡         | 三隅町           | 浜田市（新制）   | 浜田市                                       |
| 石見地方 | 那賀郡         | 弥栄村           | 浜田市（新制）   | 浜田市                                       |
| 石見地方 | 益田市（旧制） | 益田市（旧制）   | 益田市（新制）   | 益田市                                       |
| 石見地方 | 美濃郡         | 美都町           | 益田市（新制）   | 益田市                                       |
| 石見地方 | 美濃郡         | 匹見町           | 益田市（新制）   | 益田市                                       |
| 石見地方 | 鹿足郡         | 津和野町（旧制） | 津和野町（新制） | 津和野町                                     |
| 石見地方 | 鹿足郡         | 日原町           | 津和野町（新制） | 津和野町                                     |
| 石見地方 | 鹿足郡         | 六日市町         | 吉賀町           | 吉賀町                                       |
| 石見地方 | 鹿足郡         | 柿木村           | 吉賀町           | 吉賀町                                       |
| 隠岐地方 | 隠岐郡         | 西郷町           | 隠岐の島町       | 隠岐の島町                                   |
| 隠岐地方 | 隠岐郡         | 布施村           | 隠岐の島町       | 隠岐の島町                                   |
| 隠岐地方 | 隠岐郡         | 五箇村           | 隠岐の島町       | 隠岐の島町                                   |
| 隠岐地方 | 隠岐郡         | 都万村           | 隠岐の島町       | 隠岐の島町                                   |
| 隠岐地方 | 隠岐郡         | 西ノ島町         |                  |                                              |
| 隠岐地方 | 隠岐郡         | 海士町           |                  |                                              |
| 隠岐地方 | 隠岐郡         | 知夫村           |                  |                                              |

### 都市圏
- 松江都市圏
- 出雲都市圏
  - 米子都市圏

※かつて八束町、美保関町は米子都市圏の一部を構成していた。

### 友好交流自治体
| 自治体名       | 国         |
| -------------- | ---------- |
| 慶尚北道       | 韓国       |
| 寧夏回族自治区 | 中国       |
| 沿海地方       | ロシア連邦 |
| 吉林省         | 中国       |

## 歴史

### 原始・古代

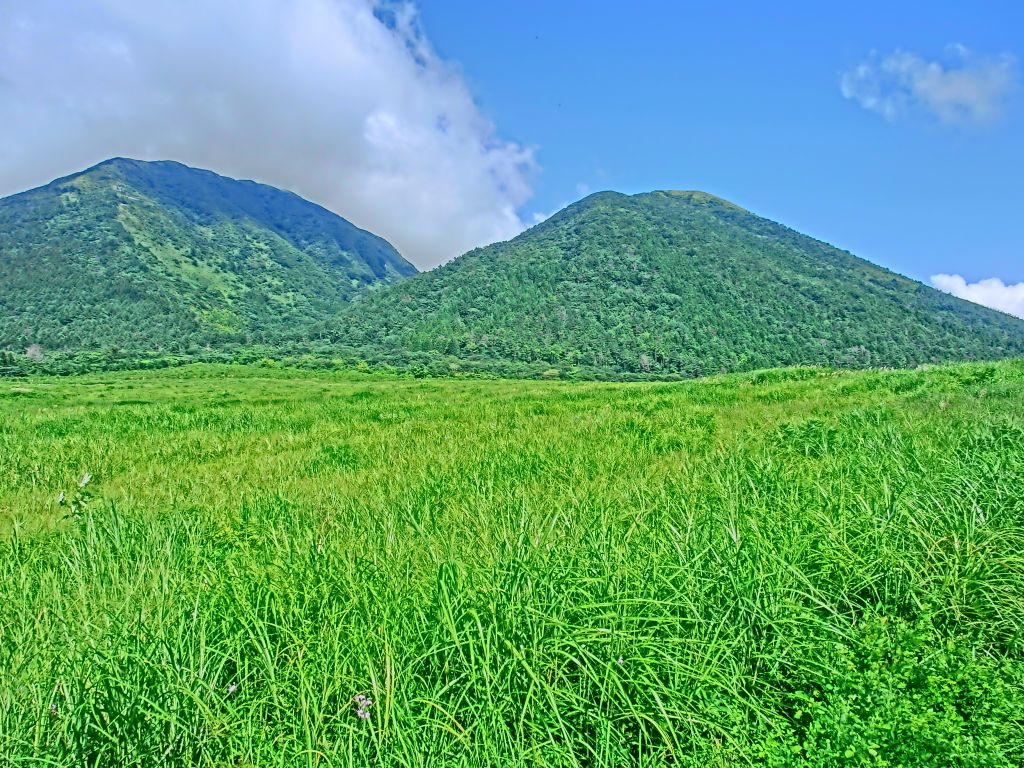
西の原からみた三瓶山

- 島根県下では、旧石器時代の遺跡は松江市とその周辺および中国山地の中央部辺り（旧瑞穂町）とで15カ所ほど知られている。宍道湖北岸の遺跡からは瑪瑙製台形様石器[注釈 3]や瑪瑙もしくは玉髄製の台形様石器、石核、剥片、凝灰岩製石核などが出土している。
- 旧石器時代 約2万年前に姶良火山灰（AT）が降る。また隠岐産の黒曜石が出回り始める。
- 縄文時代の草創期（約1万3千-1万年前）や早期（約1万年前-6千年前）には、古中海湾沿岸部に縄文「集落」が形成され、海面上昇で古宍道湖が出来、沿岸に縄文人が進出してくる。続く前期（約6千年前-5千年前）には、アカホヤ火山灰（AKh）が降る。古中海湾・古宍道湖湾の広がり最大となる。山陰各地にも縄文集落が現れ、貝塚ができる。中期（約5千年前-4千年前）には瀬戸内地方や九州地方との交流進む。山間部にも交流拠点集落現れる。後期（約4千年前-3千年前）に入り、大きな縄文集落が作られる。このころに三瓶山の大平山の噴火が起こる。噴出物の流失物で出雲平野の骨格できる。晩期（約3千前-2千数百年前）には、山陰西部で九州との交流活発になる。打製石器の土掘り具（石斧など）が盛んに使用されるようになる。
- 県東部の出雲地方は、古代日本において最も文化の発達した地域の一つであった。特に弥生時代においては、大量の青銅器が出土した荒神谷遺跡や加茂岩倉遺跡や、大型の四隅突出型墳丘墓（安来市古代出雲王陵の丘、出雲市西谷墳墓群）があり早期に鉄器を有するなど、特徴的でかつ先進的な文化が山陰一帯に存在し、その中心的勢力が島根東部から鳥取県西部にかけて存在した。
- 古墳時代には雲南市加茂町の神原神社古墳から「卑弥呼の鏡」と言われる景初3年（239年）銘のある三角縁神獣鏡が出土している。6世紀半ばごろに山代二子塚古墳（松江市）という94メートルの大前方後方墳が築かれる。少し遅れておよそ91メートルの今市大念寺古墳（出雲市）が築かれる。出雲の東西に拮抗する大古墳が築かれたが、7世紀初頭には二子塚のすぐ東隣に一辺45メートルの大型方墳（山代方墳）を築いている。前方後方墳から方墳に移行したは大和政権の大王陵の変化と同じである。
- 奈良時代に記された『古事記』『日本書紀』『出雲国風土記』に、出雲を舞台としたスサノオや大国主の神話が語られるなど、朝廷においてもその存在は大きなものであった。また神話にその創建が語られている出雲大社は、代々出雲国造家がその祭祀を司り現在に至っている。

### 中世
- 隠岐は古来より流刑の地とされ、鎌倉期の後鳥羽上皇・後醍醐天皇をはじめ多くの貴人が流されたが、これにより京文化が伝播して隠岐独自の文化が生まれ、また明治維新期の隠岐騒動にも結びついたと言われる。
- 県西部の石見地方には、飛鳥時代を代表する歌人柿本人麻呂の伝承が多く残されており、この地域を詠んだ歌が多く『万葉集』に残されている。
- 鎌倉時代の石見地方では、源平の争乱で、西国では少ない源氏方として一ノ谷の戦いや壇ノ浦の戦いで軍功をあげた藤原兼高が益田兼高と改め、所領の益田庄に七尾城を築城して本拠とした。
- 室町時代は京極氏や山名氏がこの地の守護大名となった。戦国時代に入ると、守護代であった尼子経久が京極氏を追放し、月山富田城（安来市）を拠点として中国地方一帯に覇を唱え、たたら製鉄の経営を行った。またこの時期に開発された大森銀山は、大内氏と尼子氏による熾烈な争奪戦が繰り広げられたが、最終的に毛利氏によって支配され、江戸幕府成立後に幕府直轄領となった。

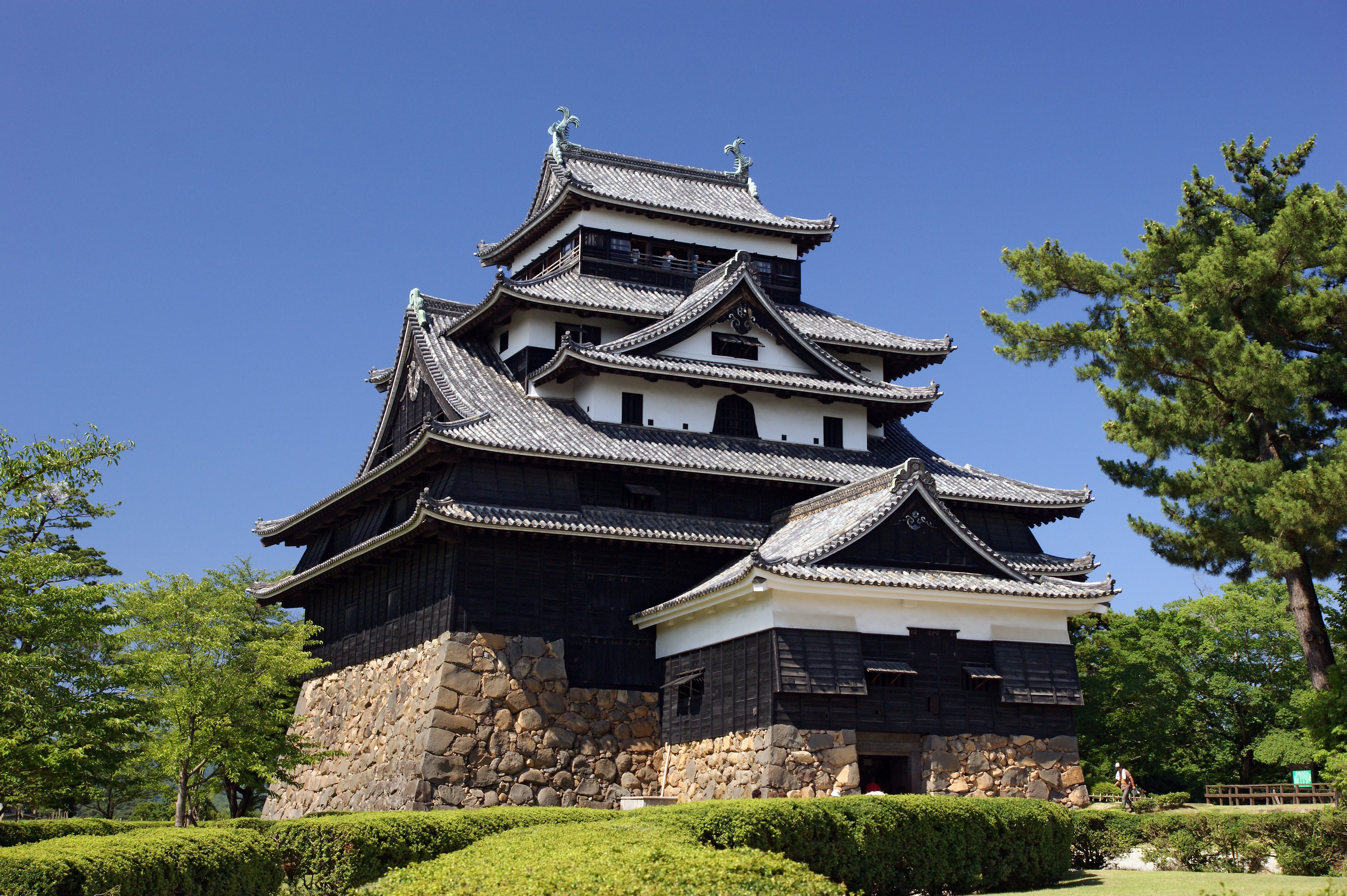
松江城（国の史跡・天守は国宝）

### 近世
出雲地方
- 江戸時代には堀尾吉晴が出雲・隠岐24万石で入封し、松江城を築いた。松江藩はその後は京極氏を経て、徳川家康の流れを汲む結城松平氏の松平直政が入国し、幕末に至った。なお、松江藩には広瀬藩と母里藩（ともに1666年創設）という支藩があり、一時的に松江新田藩（1701年から1704年）という支藩も置かれていた。松江藩ではたたら製鉄の隆盛で、安来などの港が北前船で繁栄した。

石見地方
- 石見には浜田藩と津和野藩が置かれ、浜田藩は古田重治から松井松平氏、本多氏を経て越智松平氏が、津和野藩は坂崎直盛の後に亀井氏がそれぞれ支配した。
  - 石見東部の地域および石見西部の一部地域は石見銀山領として幕末まで幕府直轄領であったが、一時的に松江藩預かりとなっていた時期もある。なお、会津騒動で改易された加藤家は加藤嘉明の勲功により家名存続を許され、石見銀山領のうち1万石を与えられて寛永20年（1643年）6月に吉永藩1万石の立藩を許されたが、この藩は天和2年（1682年）6月に水口藩に加増移封されて消滅した。

隠岐地方
- 隠岐は松江藩領であったが、一時的に石見銀山の代官の支配下に置かれて幕府直轄領とされていた時期もある。
- 隠岐では幕末に島民らが松江藩の代官を追放して自治を行っていた時期がある（隠岐騒動）。

### 近・現代

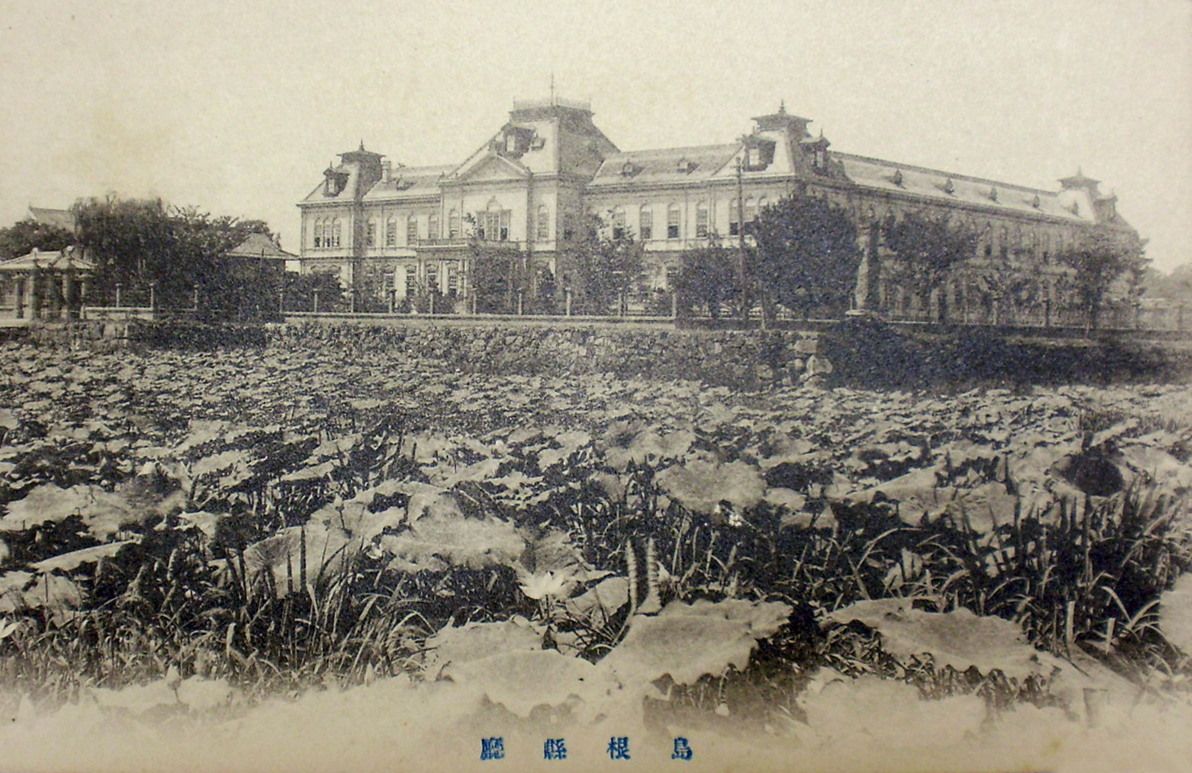
1909年（明治42年）竣工の島根県庁舎

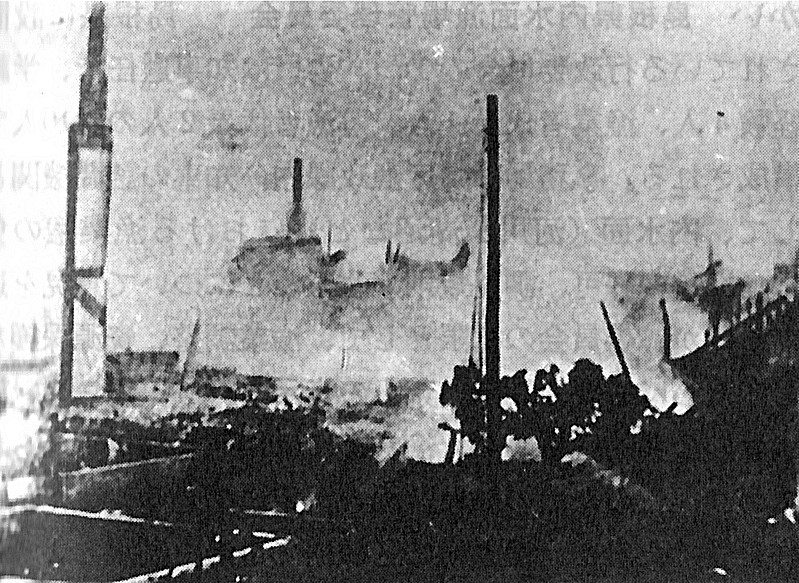
1945年（昭和20年）の終戦直後に発生した松江騒擾事件で全焼した島根県庁舎

- たたら製鉄が衰退し、木炭産業に移行するとともに、鉄山師の一部は雲伯鉄鋼合資会社の設立などにより和式製鉄法の近代化を行い現在に至っている。一部、古来のたたら製鉄が再現され少量操業も行っている。

### 年表
- 659年（斉明5年） - 出雲国造に命じて神の宮（杵築大社:きづきたいしゃ）を造らせる。1871年（明治4年）に出雲大社と改称。
- 733年 - 『出雲国風土記』成立。
- 1221年 - 承久の乱で敗れた後鳥羽上皇が隠岐に配流される。
- 1332年 - 後醍醐天皇が隠岐に配流される（元弘の乱）。
- 1333年 - 後醍醐天皇が隠岐から脱出（鎌倉幕府滅亡、建武政権樹立へ至る）。
- 1566年 - 尼子義久が毛利元就に降伏。
- 1600年 - 堀尾吉晴が富田城に入る。
- 1611年 - 松江城築城。
- 1617年 - 亀井政矩が津和野藩主となる。
- 1619年 - 古田重治が浜田藩主となる。
- 1868年 - 隠岐騒動
- 1869年（明治2年）
  - 2月25日 - 明治政府は隠岐騒動後に松江藩の預かり地となっていた隠岐に隠岐県を設置。
  - 8月2日 - 幕末の第二次長州征討により長州藩支配となっていた旧石見銀山領・旧浜田藩領と隠岐県を併せて大森県を設置。
- 1870年（明治3年）
  - 1月9日 - 大森県を廃止して浜田県を設置。
- 1871年（明治4年）
  - 6月25日 - 津和野藩の廃藩が許され浜田県に編入。
  - 7月14日 - 全国一斉の廃藩置県により旧松江藩領に松江県、旧広瀬藩領に広瀬県、旧母里藩領に母里県を設置。
  - 11月15日 - 松江県・広瀬県・母里県と隠岐地方が合併して島根県となる。隠岐を除く石見地方に、改めて浜田県を設置。
- 1872年（明治5年）
  - 2月6日 - 石見、出雲で大地震。浜田では全壊8割以上の被害[4]。
  - 12月17日 - 隠岐地方を鳥取県に移管[1]。
- 1876年（明治9年）
  - 4月18日 - 浜田県を島根県に編入。現在の島根県域と等しくなる。
  - 8月21日 - 鳥取県（因幡・伯耆）を島根県に編入。本県は、出雲・石見・隠岐・伯耆・因幡の旧5国を管轄する『大島根県』（俗称）となる[1]。
- 1881年（明治14年）
  - 9月12日 - 旧鳥取県であった地域が、再び鳥取県として分立する。現在の島根県域が成立する[1]。
- 1889年（明治22年）
  - 4月1日 - 島根郡・意宇郡の一部から松江市が発足。
  - 町村制施行に伴い、鹿足郡津和野町が発足。
- 1891年（明治24年） - ラフカディオ・ハーンが松江の塩見縄手に住み、『知られざる日本の面影』を執筆。
- 1908年（明治41年）3月8日 - 県内に暴風雨。死者41人[5]。
- 1927年（昭和2年） - 邑智郡川本村が町制施行、邑智郡川本町が発足。
- 1939年（昭和14年）9月 - 赤痢が流行。県内の患者1040人以上[6]。
- 1940年（昭和15年）
  - 11月3日 - 那賀郡浜田町ほか4町村が合併して浜田市が発足。
- 1941年（昭和16年）
  - 11月3日 - 簸川郡出雲町が市制施行、出雲市が発足。
- 1943年（昭和18年）9月19日 - 西日本一帯に集中豪雨。県内は死者約500人、行方不明者14人、家屋全壊約2300戸などの被害[7]。
- 1947年（昭和22年）11月30日から12月1日 - 昭和天皇の戦後巡幸[8]。
- 1952年（昭和27年）
  - 8月1日 - 美濃郡益田町ほか7村が合併して益田市が発足。
- 1954年（昭和29年）
  - 1月1日 - 安濃郡大田町ほか7町村が合併して大田市が発足。
  - 4月1日 - 能義郡安来町ほか4村が合併して安来市が発足。
  - 4月1日 - 那賀郡江津町ほか8町村が合併して江津市が発足。
- 1955年（昭和30年）
  - 1月1日 - 簸川郡平田町ほか2村が合併して平田市が発足。
- 1956年（昭和31年） - 島根県庁の別館から出火、離れの一部の建物を除き約3000坪が全焼。
- 1957年（昭和32年）
  - 2月11日 - 知夫郡浦郷町、黒木村が新設合併して西ノ島町が発足。
- 1969年（昭和44年）
  - 1月1日 - 海士郡海士村が町制施行、海士郡海士町が発足。
  - 4月1日 - 周吉郡、穏地郡、海士郡、知夫郡が合併し、隠岐郡が発足。
- 2004年（平成16年）8月 - 全国高等学校総合体育大会が島根県を主会場に開催。
  - 10月1日 - 邑智郡邑智町、大和村が新設合併して美郷町が発足。
  - 10月1日 - 邑智郡石見町、瑞穂町、羽須美村が新設合併して邑南町が発足。
  - 10月1日 - 隠岐郡西郷町、布施村、五箇村、都万村が新設合併して、隠岐の島町が発足。
  - 10月1日 - 旧・安来市、能義郡広瀬町、伯太町が合併し、新・安来市が発足。これに伴い能義郡は消滅。
  - 11月1日 - 大原郡大東町、加茂町、木次町、飯石郡三刀屋町、掛合町、吉田村が新設合併して雲南市が発足 これに伴い大原郡は消滅。
  - 11月1日 - 益田市が美濃郡美都町、匹見町を編入。これに伴い美濃郡は消滅。
- 2005年（平成17年）
  - 1月1日 - 飯石郡赤来町、頓原町が新設合併して飯南町が発足。
  - 3月22日 - 旧・出雲市、平田市、簸川郡大社町、湖陵町、多伎町、佐田町が合併し、新・出雲市が発足。
  - 3月31日 - 仁多郡仁多町、横田町が新設合併して奥出雲町が発足。
  - 3月31日 - 旧・松江市、八束郡鹿島町、美保関町、八雲村、玉湯町、宍道町、八束町が合併し、新・松江市が発足。
  - 9月25日 - 旧・鹿足郡津和野町、日原町が合併し、新・津和野町が発足。
  - 10月1日 - 鹿足郡六日市町、柿木村が新設合併して吉賀町が発足。
  - 10月1日 - 旧・浜田市、那賀郡三隅町、旭町、金城町、弥栄村が合併し、新・浜田市が発足。これに伴い那賀郡は消滅。
  - 10月1日 - 旧・大田市、邇摩郡温泉津町、仁摩町が合併し、新・大田市が発足。これに伴い邇摩郡は消滅。
- 2007年（平成19年）
  - 7月2日 - 大田市の石見銀山が世界遺産登録。
- 2011年（平成22年）
  - 8月1日 - 松江市が八束郡東出雲町を編入。これに伴い八束郡は消滅。
  - 10月1日 - 出雲市が簸川郡斐川町を編入。これに伴い簸川郡は消滅。
- 2012年（平成23年）
  - 4月1日 - 松江市が島根県で初めて特例市に移行。
  - 8月10日 - 韓国の李明博大統領が竹島に不法上陸。
  - 9月8日 - 日本海に面する、島根を含む10府県が合同で海洋エネルギー資源開発促進日本海連合を設立[9][10][11][12]。
- 2018年（平成30年）
  - 4月1日 - 松江市が特例市から中核市に移行。

## 人口

### 人口規模

#### 最盛期
島根県の人口は、県民歌『薄紫の山脈』の歌詞に「九十万の県民の……」とあるように、1950年代には90万人を超えていた。1955年（昭和30年）には約93万人に達した。

#### 人口減少
しかし、以後は減少傾向が続き2014年（平成26年）には70万人を割った。翌2015年（平成27年）の第20回国勢調査では69万4,352人と記録された。
1920年（大正9年）の第1回国勢調査では71万4,712人であったため、第1回調査に対する人口の増減率では全国の都道府県で本県が最下位となった。また第1回調査での人口を以後の調査で下回った、全国で最初の都道府県となった（太平洋戦争による大規模な疎開の発生によって第6回調査（昭和22年）のみ一時的に急減した東京都を除く）。
地域別に見ると、出雲地域は1950年代から2020年代にかけて50万人前後のほぼ横ばいで推移しているのに対し、石見地域と隠岐地域はそれぞれ38万人から18万人、4万人から2万人と半減しており、二大都市である松江市・出雲市への集積が進んでいる。
義務教育の児童、生徒数の減少は進行中であり、2025年度、県内の分校を含む小学校9校、中学校2校で新入生がゼロとなった。

#### 県外との比較
日本の都道府県人口としては、隣接する鳥取県に次ぎ全国で2番目に少ない。また政令指定都市の中で最少の静岡市よりも少なく、政令指定都市以外では最大の人口の船橋市よりも少ない。人口密度は、西日本では高知県に次いで低い。
人口・面積・人口密度・可住地面積率・可住地面積・可住地人口密度はいずれも高知県のそれに近いが、高知県は高知市に県民のほぼ半分が居住する一極集中型の県なのに対し、島根県は松江市・出雲市に人口が集中している二極集中型の県である。

### 課題
島根県の『県民ホットライン』には、県民が考える人口減少の要因として「はっきり言って魅力がない」「働ける職場がない」「医療・福祉が十分でない」「人間関係が保守的で変化を拒む気風は煩わしいから嫌だと思われている」などの意見が2015年までに寄せられた。
県はそれらの意見に対し、解決策として「県内産業の振興と雇用の確保」「企業誘致の推進と観光振興」「売れる農林水産品づくり」「県外からのUターン・Iターン対策」の4つを提唱した。

### 統計
2018年（平成30年）の合計特殊出生率は1.74で、沖縄県に次いで全国2位。自然増減率は-0.71%で全国41位、社会増減率は+0.01%の転入超過で全国14位だった。

島根県市町村人口増減率分布図（2005年度と2010年度国勢調査から算出）
増加
0.0 - 2.49 %
減少
0.0 - 2.5 %
2.5 - 5.0 %
5.0 - 7.5 %
7.5 - 10.0 %
10.0 % 以上

| 増加 0.0 - 2.49 % | 減少 0.0 - 2.5 % 2.5 - 5.0 % 5.0 - 7.5 % 7.5 - 10.0 % 10.0 % 以上 |

### 都市圏
5万人以上の都市雇用圏（2015年国勢調査時点の10%都市圏）
- 松江都市圏（26万7194人）
- 出雲都市圏（17万0025人）
- 浜田都市圏（7万3012人）
- 益田都市圏（5万4796人）

| |                                        |  |
| 島根県と全国の年齢別人口分布（2005年） | 島根県の年齢・男女別人口分布（2005年） |  |
| ■紫色 ― 島根県 ■緑色 ― 日本全国 | ■青色 ― 男性 ■赤色 ― 女性              |  |
| 島根県（に相当する地域）の人口の推移 \| 1970年（昭和45年） \| 773,575人 \| \| \| 1975年（昭和50年） \| 768,886人 \| \| \| 1980年（昭和55年） \| 784,795人 \| \| \| 1985年（昭和60年） \| 794,629人 \| \| \| 1990年（平成2年） \| 781,021人 \| \| \| 1995年（平成7年） \| 771,441人 \| \| \| 2000年（平成12年） \| 761,503人 \| \| \| 2005年（平成17年） \| 742,223人 \| \| \| 2010年（平成22年） \| 717,397人 \| \| \| 2015年（平成27年） \| 694,352人 \| \| \| 2020年（令和2年） \| 671,126人 \| \| |                                        |  |
| 総務省統計局 国勢調査より |                                        |  |
| 1970年（昭和45年） | 773,575人                              |  |
| 1975年（昭和50年） | 768,886人                              |  |
| 1980年（昭和55年） | 784,795人                              |  |
| 1985年（昭和60年） | 794,629人                              |  |
| 1990年（平成2年） | 781,021人                              |  |
| 1995年（平成7年） | 771,441人                              |  |
| 2000年（平成12年） | 761,503人                              |  |
| 2005年（平成17年） | 742,223人                              |  |
| 2010年（平成22年） | 717,397人                              |  |
| 2015年（平成27年） | 694,352人                              |  |
| 2020年（令和2年） | 671,126人                              |  |

### 島根県人口動態
1960年(昭和35年)時点では全国39位の人口規模であったが高度経済成長期の人口流失は非常に大きく、1975年には鳥取県に次ぐ人口の少ない県(46位)となり現在まで約半世紀に渡って人口順位に変動は見られない。現在においても人口流失は止まっていないが1960年代は年間15000人の社会減少となっていたが,近年は1500人前後に収まっており、人口減少こそ続いてはいるが自然動態が年々悪化している中で、総人口は高度経済成長期のような年間1万人を超えるような大幅な人口減少は見られない。全国においても中下位の人口増加率と健闘している。
| 実施年 | 人口（人） | 増減人口（人） | 人口増減率(%) | 国内増減率(%) | 増加率全国順位 | 注釈 |
| ------ | ---------- | -------------- | ------------- | ------------- | -------------- | ---- |
| 1960年 | 888,886    | -              | -             | -             | -              |      |
| 1965年 | 821,620    | 67,266         | 7.57          | 5.20          | 47位           |      |
| 1970年 | 773,575    | 48,045         | 5.85          | 5.54          | 46位           |      |
| 1975年 | 768,886    | 4,689          | 0.61          | 7.92          | 46位           |      |
| 1980年 | 784,795    | 15,909         | 2.07          | 4.57          | 42位           |      |
| 1985年 | 794,629    | 9,834          | 1.25          | 3.40          | 37位           |      |
| 1990年 | 781,021    | 13,608         | 1.71          | 2.12          | 42位           |      |
| 1995年 | 771,441    | 9,580          | 1.23          | 1.58          | 47位           |      |
| 2000年 | 761,503    | 9,938          | 1.29          | 1.08          | 44位           |      |
| 2005年 | 742,223    | 19,280         | 2.53          | 0.66          | 44位           |      |
| 2010年 | 717,397    | 24,826         | 3.34          | 0.23          | 41位           |      |
| 2015年 | 694,352    | 23,045         | 3.21          | 0.75          | 35位           |      |
| 2020年 | 671,126    | 23,226         | 3.34          | 0.75          | 32位           |      |

### 高知県との人口推移比較
島根県・高知県の二県は人口規模,面積,人口密度,高齢化率も似ている。人口規模の近い高知県と比べて島根県の人口動態を考察する。1960年(昭和35年)時点では3.5万人程島根県が高知県の人口を上回っていたが、2005年(平成17年)時点では反対に高知県が約5.4万人島根県の人口を上回るまで差が広がった。ただ近年の高知県の人口増加率は全国45位前後で推移しているのに対して、島根県の人口増加率は30位前後で推移しており2025年5月現在の人口では1.2万人程まで高知県との人口差は縮小している。長年46位の人口順位が続く島根県だが、近い将来、高知県の人口を再び上回ると予測されている。
| 実施年 | 島根県人口(人) | 高知県人口(人) | 島根県増加率 | 高知県増加率 | 注釈 |
| ------ | -------------- | -------------- | ------------ | ------------ | ---- |
| 1960年 | 888,886        | 854,595        | -            | -            |      |
| 1975年 | 768,886        | 808,397        | 13.5         | 5.4          |      |
| 1990年 | 781,021        | 825,034        | 1.6          | 2.1          |      |
| 2005年 | 742,223        | 796,292        | 5.0          | 3.5          |      |
| 2020年 | 671,126        | 691,527        | 9.6          | 13.2         |      |

## 政治

### 県政
- 知事：丸山達也（まるやま たつや、2期目）

#### 財政
- 財政力指数 0.25373（令和4年度）
  - IVグループ（財政力指数0.4未満）3自治体中3位

平成16年度以降の財政力指数は、都道府県の中で19年間ワースト1である。

### 国政
衆議院の小選挙区が2。参議院では、島根県選挙区として全県で1区を構成していたが、2016年の第24回参議院議員通常選挙より鳥取県選挙区と合区され、鳥取県とともに1区を構成する合同選挙区が創設された。

## 経済・産業

### 農業

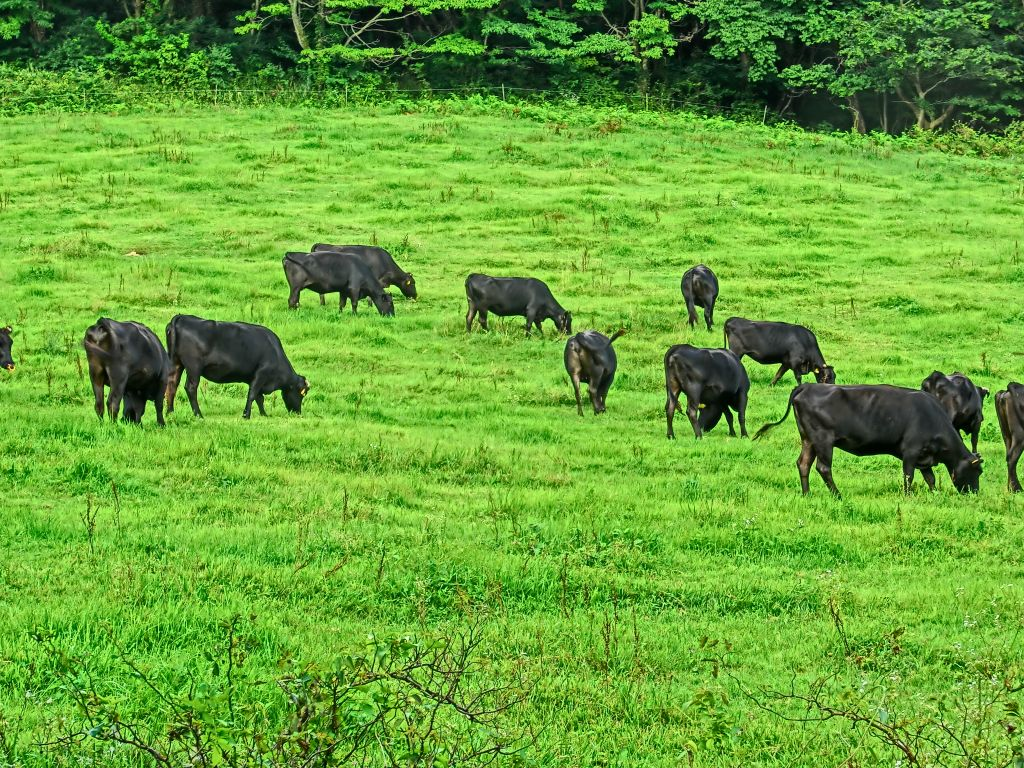
三瓶山裾野での放牧。

全国的な流れと同様に島根県においても農業の衰退が進んでおり、島根県の総農家数・耕地面積・農業生産額も年々低下している。農業生産額の割合では、米が全生産額の33.3%で最も多く、野菜が16.2%、乳用牛が13.7%、肉用牛が13.6%を占めている。特産品としては米（仁多米、きぬむすめなど）、ブドウ、西条柿、牛肉、メロンなどがある。付加価値が高く、観光との相乗効果が見込める薬草やハーブの栽培にも力を入れている。
- 総農家数（2020年） - 27,186戸
- 耕地面積（2023年） - 35,800ha
- 農業生産額（2022年） - 646億円[21]

### 水産業
日本海に面しているため漁業が盛んに行われており、総漁獲量（2011年）は15万3,000トン で中国・四国地方で最も漁獲量の多い県である。
2010年の調査では、ベニズワイガニの漁獲量が5,163トンで全国1位、ブリ類の漁獲量が17,963トンと全国1位、アジ類の漁獲量が33,432トンで全国2位を誇っている。
また、宍道湖などで採れるしじみは、2014年(平成26年)には3622トンで4年ぶりに日本一の漁獲高となった。
- 漁業従事者数（2008年） - 3,689人[25]
- 漁業経営体数（2008年） - 2,343経営体[25]
- 漁業総船隻数（2008年） - 3,240隻[25]
- 総漁獲量（2022年） - 9万7,843トン[22]
- 総生産額（2011年） - 200億円[22]

### 建設業
島根県では、建設事業者数は4,657社で全事業者数の約12%、従業員数でも32,723人と全産業の従業員数の約11%を占めている。全国では、建設業の全産業に占める事業所数は9.7%・従業員数は6.9% となっており全国と比べても島根県でも建設業が占める割合が大きくなっている。
特に公共工事の比率は66.94%と高知県に次いで全国2位 と高く建設業において公共事業が大きな役割を担っている。しかし近年の国や県・市町村の財政難などから公共事業は減少しており、建設業を取り巻く環境は厳しくなっている。

### 製造業
島根県の製造品出荷額等は9,840億円（2010年） であり鉄鋼が1,578億円（2010年） と最も高い割合を占めている。江戸時代から明治時代にかけてたたら製鉄が栄え、古くからの鉄鋼技術を背景に島根県では鉄鋼産業が盛んに行われておりプロテリアル（旧・日立金属）や東洋製鉄、NTN鋳造など鉄鋼関連の企業が多数集積している。この他、情報通信機械が1,565億円、電子部品・デバイスが1,295億円と続いている。
情報通信機械の分野では出雲市に本社を置く島根富士通がノートパソコンの生産拠点を構えており、出雲市の本社工場では年間200万台のノートパソコンが生産されている。
製造業出荷額等は2010年の統計データでは、島根富士通や島根島津・出雲村田製作所などが本社・工場を構える斐川町（当時）が2,634億円 と県内の市町村でトップとなっている。なお、斐川町は2011年に出雲市と合併しており、2010年時点の統計では、出雲市が3,818億円が製造業出荷額等でトップとなっている。
- 鉄鋼関係 - 銑鉄鋳物・特殊鋼など。プロテリアル・プロテリアルプレシジョン（安来市）、NTN鋳造（出雲市）など。
- 電機関係 - ノートパソコン・電子部品など。島根富士通・島根島津・出雲村田製作所（出雲市）、島根三洋電機・ホシザキ（雲南市）など。
- 輸送機械関係 - 農機具・自動車部品など。自動車用シール部品最大手の島根イーグル（雲南市）三菱マヒンドラ農機・ヤンマーキャステクノ（松江市）など。
- 食料品関係 - 浜田市などで水産加工品などが生産されている。

### 小売業
島根県の小売業の年間商品販売額は1999年の約8,463億4,700万円、事業所数は1994年の12,018事業所、従業員数は2002年の50,546人をピークにそれぞれ年々減少傾向にある。2009年現在では、年間商品販売額は約7317億5,300万円事業所数は8,952事業所、従業員数は45,628人となっている。
百貨店（日本百貨店協会に加入している店舗）は存在しない。2024年1月14日まで一畑百貨店松江店（松江市）が営業していたが、同日をもって閉店したことにより「百貨店ゼロの県」となった。
大型スーパーでは、イオンモールなどのイオングループ複数社や、広島県のイズミなどが島根県内で総合スーパー（GMS）やショッピングセンターなどを展開している。出店が進む一方で、競争が激化し2000年代にはマイカル（現：イオンリテール）の浜田サティ （現在のゆめマート浜田）や出雲サティ、ジャスコ（現：イオンリテール）の浜田店（現在はトライアルが出店）や平田店（現在はショッピングセンターViVAが出店）などが閉店している。
地場スーパーには、みしまや、ふくしま、フーズマーケット ホック、グッディー、キヌヤ、ラピタといった店舗がある。

### 観光業

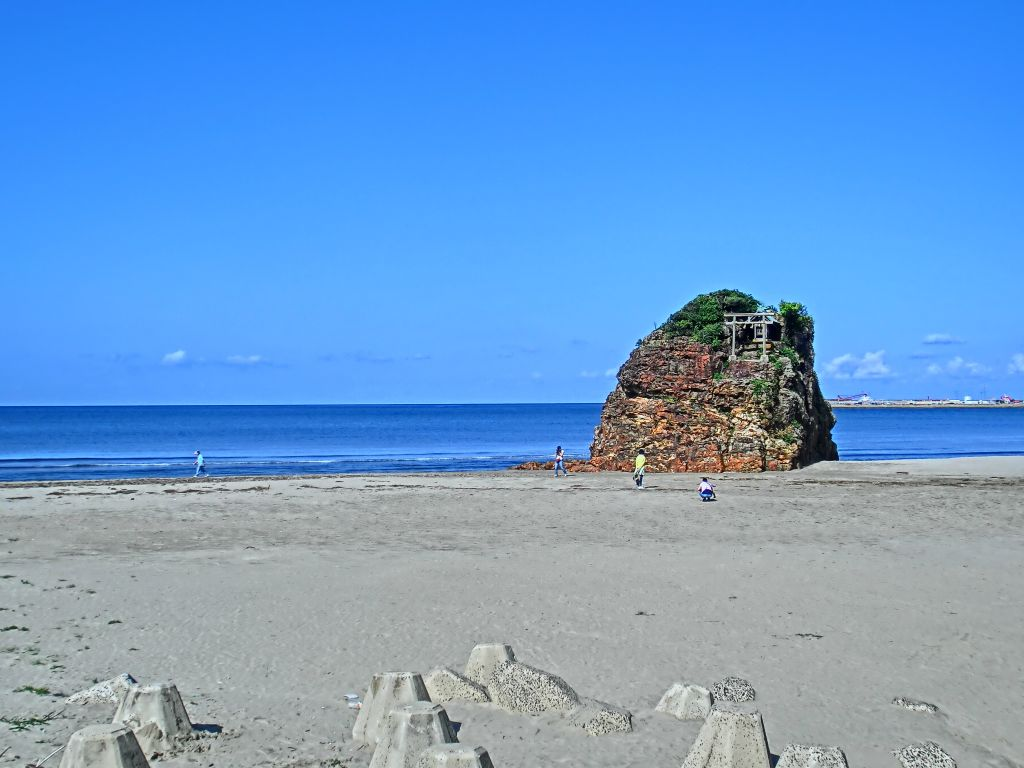
出雲市の稲佐の浜の沖ノ御前

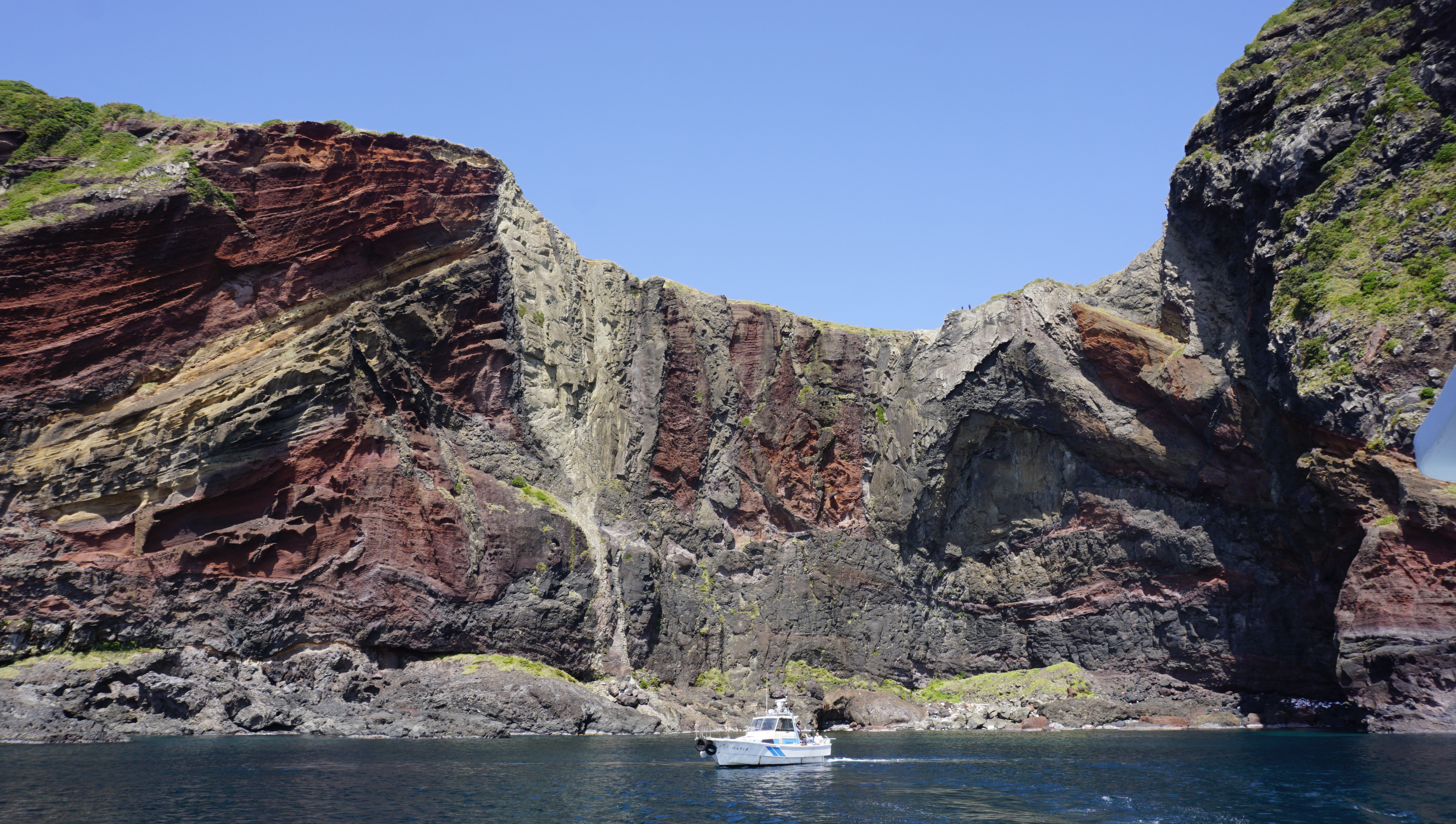
隠岐郡知夫村の知夫赤壁

島根県の観光入込客延べ数は、年間33,158千人（2015年） となっている。観光入込客延べ数変動の要因は尾道松江線の全線開通や松江城が国宝に指定されたこととなっている。
市町村別の上位では、出雲市が12,495,489人と最も多く、次いで松江市が 10,061,918人、浜田市が 1,825,247人となっている。観光施設では、出雲大社が607万6千人と最も多くの観光客を集めている。
県外からの観光客入り込み割合は、広島県が22.9%、近畿地方が18.7%、関東地方が13.1%となっている。中国地方4県の合計では、県外観光客入込客数全体の5割近くを占める。
島根県の観光客による観光消費額は1,367億円（平成27年度）と推定されており、観光消費額が県内に及ぼす経済波及効果は1,634億億円と推定されている。

### 県内に本社を置く主要企業
製造業
- 木次乳業（雲南市）
- パナソニックESソーラーシステム製造（雲南市）
- 出雲村田製作所（出雲市）
- 島根富士通（出雲市）
- 三菱マヒンドラ農機（松江市）
- アルプロン（雲南市）

金融業
- 島根銀行（松江市）
- 山陰合同銀行（松江市）

サービス（その他）
- テクノプロジェクト（松江市）
- ネットワーク応用通信研究所（松江市）

卸・小売業
- みしまや（松江市）
- ウシオ(グッディー)（出雲市）
- フーズマーケット ホック（安来市）
- キヌヤ(益田市)
- ジュンテンドー（益田市）

その他
- 一畑グループ各社（電車、百貨店、バス、タクシー、ホテルなど）（松江市他）

### 県内に拠点事業所を置く主要企業
- プロテリアル（安来市）：安来工場
- ホシザキ（雲南市）：島根本社工場

### 指定金融機関など
指定金融機関
- 山陰合同銀行（ごうぎん）

指定代理金融機関
- 島根県農業協同組合（JAしまね）

## 生活・交通

### 警察
島根県警察本部の管轄にある。2005年（平成17年）4月1日に再編が行われ、以下の12警察署が置かれている。
- 松江警察署（松江市）:松江市
- 安来警察署（安来市）:安来市
- 雲南警察署（雲南市）:雲南市・奥出雲町・飯南町
- 出雲警察署（出雲市）:出雲市
- 大田警察署（大田市）:大田市
- 川本警察署（川本町）:川本町・美郷町・邑南町
- 江津警察署（江津市）:江津市
- 浜田警察署（浜田市）:浜田市
- 益田警察署（益田市）:益田市
- 津和野警察署（津和野町）:津和野町・吉賀町
- 隠岐の島警察署（隠岐の島町）:隠岐の島町
- 浦郷警察署（西ノ島町）:海士町・西ノ島町・知夫村

### 海上保安庁
第八管区海上保安本部の管轄にある。
- 境海上保安部（鳥取県境港市）
  - 隠岐海上保安署（島根県隠岐郡隠岐の島町）
- 浜田海上保安部（島根県浜田市）

### 交通

#### 空港
- 第三種空港
  - 出雲空港［出雲縁結び空港］（出雲市）
  - 石見空港［萩・石見空港］（益田市）
  - 隠岐空港［隠岐世界ジオパーク空港］（隠岐の島町）

#### 鉄道
県内一帯で普通列車の本数は毎時1本以下となっており、県内における営業列車の運用は臨時列車を除きすべて当日中に終了する（=日付越えの運用は行われていない）。
現行の鉄道路線
- 西日本旅客鉄道
  - 山陰本線（安来駅 - 飯浦駅）
  - 木次線（宍道駅 - 三井野原駅）
  - 山口線（津和野駅 - 益田駅）
- 一畑電車（2006年〈平成18年〉4月に旧・一畑電気鉄道の持株会社化により新設分離）
  - 北松江線（全線）
  - 大社線（全線）

廃止された鉄道路線
- 西日本旅客鉄道
  - 大社線（出雲市駅 - 大社駅）
  - 三江線（江津駅 - 宇都井駅、口羽駅 - 作木口駅）
- 旧・一畑電気鉄道（2006年〈平成18年〉4月の持株会社化による新・一畑電気鉄道移行以前）
  - 広瀬線（全線、荒島駅 - 出雲広瀬駅）
  - 立久恵線（全線、出雲市駅 - 出雲須佐駅）
  - 北松江線（一部、一畑口駅 - 一畑駅）
- 日ノ丸自動車
  - 法勝寺電鉄線（不動尊駅 - 母里駅）

建設が凍結された鉄道路線（未成線）
- 日本国有鉄道
  - 今福線
- 西日本旅客鉄道
  - 岩日北線

#### バス事業者
島根県内を運行する路線バス事業者（リムジンバス、デマンドバス、自治体バスを除く）。
- 一畑バス・隠岐一畑交通
- 松江市交通局（松江市バス）
- 石見交通
- 奥出雲交通
- スサノオ観光
- 谷本ハイヤー
- 備北交通
- 大和観光
- 防長交通
- 六日市交通

#### 道路
高速道路
- 山陰自動車道（安来 - 石見福光、江津 - 石見三隅、遠田 - 久城、高津 - 須子）
- 松江自動車道（雲南吉田 - 宍道JCT）
- 浜田自動車道（瑞穂 - 浜田）
- 中国自動車道（六日市）

一般道路
- 国道9号
  - 出雲バイパス
  - 江津道路
- 国道54号
- 国道180号
- 国道184号
- 国道186号
- 国道187号
- 国道191号
- 国道261号
- 国道314号
- 国道375号
- 国道431号
- 国道432号
- 国道485号
- 国道488号

- 島根県の県道一覧

#### フェリー・高速船
- 隠岐汽船

### 医療・福祉
災害拠点病院
- 島根県災害拠点病院

保育所
- 島根県保育所一覧

## 教育

### 大学

#### 国立大学
- 島根大学（松江市、出雲市）

#### 公立大学
- 島根県立大学（浜田市、松江市、出雲市）

なお、島根県内に本部を置く私立大学・短期大学は存在しない。かつては島根中央女子短期大学が存在した。他都道府県に本部を置く大学のキャンパスはある。

### 通信制大学

#### 私立
- 放送大学 島根学習センター（松江市）

### 短期大学

#### 公立
- 島根県立大学短期大学部（松江市）

#### 私立
- 大阪健康福祉短期大学 松江キャンパス・安来キャンパス（松江市・安来市）

### 高等専門学校

#### 国立
- 松江工業高等専門学校（松江市）

### 専修学校
- 島根県専修学校一覧

### 特別支援学校
- 島根県特別支援学校一覧

### 高等学校
- 島根県高等学校一覧

### 中学校
- 島根県中学校一覧

### 小学校
- 島根県小学校一覧

### 幼稚園
- 島根県幼稚園一覧

### 学校教育以外の施設

#### 農業大学校
- 島根県立農業大学校（大田市、農業者研修教育施設）

#### 職業能力開発短期大学校
- 中国職業能力開発大学校附属島根職業能力開発短期大学校（江津市、公共職業能力開発施設）

#### 高等技術校
- 島根県立東部高等技術校
- 島根県立西部高等技術校

### 図書館
- 島根県立図書館

### 博物館
- 島根県立古代出雲歴史博物館
- 島根県立八雲立つ風土記の丘
- 島根大学総合博物館アシカル

### 美術館
- 島根県立美術館

## マスメディア

### 新聞
- 『山陰中央新報』（松江市）
- 『島根日日新聞』（出雲市）
- 『日本海新聞（鳥取県）、『中国新聞』（広島県）、『産経新聞』（大阪府）も一部地域で販売されている。
- 『毎日新聞』『日本経済新聞』は東部（出雲、隠岐）では大阪本社、西部（石見）では福岡県の西部本・支社で発行された版が販売されている。そのため同一県内でありながら、同じ新聞でも記事の内容に違いがある（旅行会社の広告の場合、東部では関西国際空港や伊丹空港、新大阪駅の出発が多いのに対し、西部では福岡空港や博多駅の出発が多くなっている）。なお、『朝日新聞』は2008年（平成20年）に全県下が大阪本社発行版の販売に変更されており、『読売新聞』も2009年（平成21年）6月1日から全県下で大阪本社発行版の販売に切り替わった。

### 情報誌
- 『山陰ウインク』（松江市）

### 放送

#### テレビ局・ラジオ局
- NHK松江放送局（松江市）
- さんいん中央テレビ (TSK) - FNN：フジテレビ系列（松江市）
- エフエム山陰（V-air、松江市）
- 鳥取県の山陰放送（BSS。TBS系列)、日本海テレビ (NKT、日本テレビ系列)（テレビは松江がメイン送信所[注釈 4]）を含め、山陰準広域圏を形成している。島根県にはフジテレビ系以外の民放テレビ局はない。更に山陰地方には ANN（テレビ朝日）系列局やTXN（テレビ東京）系列局もないため、ケーブルテレビ経由で県外の系列局を視聴する形となっている[注釈 5]。テレビ朝日系に関してはキー局のテレビ朝日が松江支局を島根県の取材拠点として設置。益田市・鹿足郡を除く県西部については広島ホームテレビ、益田市・鹿足郡については山口朝日放送が取材担当している。

#### コミュニティFM
- エフエムいずも

#### 島根県の電波事情
島根県は平地が少なく起伏に富んだ地形の地域が多い。そのため、テレビやラジオの受信環境は必ずしも安定しているとは言えない。そのため、共聴設備やケーブルテレビ経由での受信が必須となる地域も多い。また、朝鮮半島に近いこともあって韓国などの電波との混信も少なくなかったが、地上デジタルテレビ放送やケーブルテレビ網の整備、FM補完中継局の開始とともに解消されつつある。

### 通信社
- 共同通信社松江支局
- 時事通信社松江支局

## 文化・スポーツ

### 方言
- 雲伯方言（出雲弁、安来弁、隠岐弁など）
- 石見弁

### 食文化
郷土料理
- 宍道湖七珍
- ぼてぼて茶
- 出雲そば
- うずめ飯
- サザエカレー
- あご野焼き
- 松江おでん

郷土銘菓
- 山川
- 若草
- 俵まんぢう
- 松江和菓子
- どじょう掬いまんじゅう
- 鶏卵饅頭
- 源氏巻

### 住文化
- 石州瓦

### 伝統工芸
経済産業大臣指定伝統的工芸品
- 石見焼（陶磁器、1994年）
- 石州和紙（和紙、1989年）
- 雲州そろばん（文具、1985年）
- 出雲石燈ろう（石工品・貴石細工、1976年）

伝統工芸品

### スポーツ
チーム
- 島根スサノオマジック：B.LEAGUE所属。
- FC神楽しまね（松江市）：JFL所属。
- SC松江（松江市）：島根県社会人サッカーリーグ所属。
- 浜田FCコスモス（浜田市）：中国サッカーリーグ所属。
- E-WING出雲（出雲市）：島根県社会人サッカーリーグ所属。
- Selrio島根（奥出雲町）：ホッケー日本リーグ所属。
- MJG島根（松江市）：県内唯一の日本野球連盟加盟チーム。
- ポルセイド浜田（浜田市）：Fリーグ所属。

大会
- 出雲全日本大学選抜駅伝競走（出雲駅伝）
- まつえレディースハーフマラソン
- スイムランIN多伎
- 萩・石見空港マラソン全国大会
- 隠岐の島ウルトラマラソン

## 観光

### 文化財
世界遺産
- 石見銀山遺跡とその文化的景観（大田市）

無形文化遺産
- 石州半紙（浜田市）

国宝
- 出雲大社本殿（出雲市）
- 神魂神社本殿（松江市）
- 秋野鹿蒔絵手箱（出雲大社）
- 白糸威鎧（日御碕神社）
- 加茂岩倉遺跡出土銅鐸（雲南市）
- 荒神谷遺跡出土品（出雲市）
- 松江城（松江市）

重要伝統的建造物群保存地区
- 大森（大田市）
- 温泉津（大田市）

重要文化財
重要無形民俗文化財
- 佐陀神能（松江市鹿島町）
- 隠岐国分寺蓮華会舞（隠岐郡隠岐の島町）
- 大元神楽（江津市桜江町）
- 隠岐の田楽と庭の舞（隠岐郡西ノ島町）
- 津和野弥栄神社の鷺舞（津和野町）
- 五十猛のグロ（大田市）
- 大土地神楽（出雲市大社町）

国の名勝
- 菅田庵（松江市）
- 万福寺庭園（益田市）
- 医光寺庭園（益田市）
- 千丈渓（江津市桜江町）
- 美保の北浦（松江市美保関町）
- 断魚渓
- 隠岐布施海岸（隠岐の島町）
- 立久恵（出雲市）
- 鬼の舌震（奥出雲町）
- 潜戸（松江市島根町）
- 隠岐知夫赤壁（知夫村）
- 隠岐白島海岸（隠岐の島町）
- 隠岐国賀海岸（西ノ島町）
- 隠岐海苔田ノ鼻（隠岐の島町）
- 旧堀氏庭園（鹿足郡津和野町）

### 祭事
- 松江水郷祭（松江市）
- ホーランエンヤ（松江市）

### 郷土芸能・民謡
- 安来節
- 石見神楽